# Mafia (computerspelserie)
Mafia is een action-adventure computerspelserie.
Het eerste spel kwam uit in 2002 en was ontwikkeld door Illusion Softworks en uitgegeven door Gathering of Developers. In 2008 verwierf Take-Two Interactive Illusion Softworks en het intellectuele eigendom van Mafia. De studio werd hernoemd tot 2K Czech en Mafia II zou twee jaar daarna uitkomen, uitgegeven door het gameslabel 2K Games.
Op 7 oktober 2016 kwam Mafia III uit, ditmaal ontwikkeld door de Amerikaanse studio Hangar 13. Voor de ontwikkeling voor het spel verrichtte 2K Czech ondersteunend werk. Na het uitkomen van het spel werden de studio's gefuseerd tot Hangar 13.
De 3 games zijn op 25 september 2020 gebundeld uitgebracht met de naam Mafia Trilogy op de Playstation 4, Xbox One en PC

## Spellen

### Hoofdserie
| Jaar | Titel                           | Ontwikkelaar       | Platforms                            | Platforms              |
| Jaar | Titel                           | Ontwikkelaar       | Console                              | Computer               |
| ---- | ------------------------------- | ------------------ | ------------------------------------ | ---------------------- |
| 2002 | Mafia: The City of Lost Heaven  | Illusion Softworks | PlayStation 2 Xbox                   | Microsoft Windows      |
| 2010 | Mafia II                        | 2K Czech           | PlayStation 3 Xbox 360               | Microsoft Windows OS X |
| 2010 | Mafia II: The Betrayal of Jimmy | 2K Czech           | PlayStation 3 Xbox 360               | Microsoft Windows      |
| 2010 | Mafia II: Jimmy's Vendetta      | 2K Czech           | PlayStation 3 Xbox 360               | Microsoft Windows      |
| 2010 | Mafia II: Joe's Adventures      | 2K Czech           | PlayStation 3 Xbox 360               | Microsoft Windows      |
| 2016 | Mafia III                       | Hangar 13          | PlayStation 4 Xbox One               | Microsoft Windows OS X |
| 2017 | Mafia III: Faster, Baby!        | Hangar 13          | PlayStation 4 Xbox One               | Microsoft Windows OS X |
| 2017 | Mafia III: Stones Unturned      | Hangar 13          | PlayStation 4 Xbox One               | Microsoft Windows OS X |
| 2017 | Mafia III: Sign of the Times    | Hangar 13          | PlayStation 4 Xbox One               | Microsoft Windows OS X |
| 2020 | Mafia: Definitive Edition       | Hangar 13          | PlayStation 4 Xbox One Google Stadia | Microsoft Windows      |
| 2020 | Mafia II: Definitive Edition    | Hangar 13          | PlayStation 4 Xbox One Google Stadia | Microsoft Windows      |
| 2020 | Mafia III: Definitive Edition   | Hangar 13          | PlayStation 4 Xbox One Google Stadia | Microsoft Windows      |
| 2025 | Mafia: The Old Country          | Hangar 13          | PlayStation 5 XBox Series X/S        | Microsoft Windows      |

### Mobiele versie
In 2010 kwam er een Mafia II-versie voor mobiele telefoon uit. Deze versie werd ontwikkeld door Twistbox Entertainment en uitgegeven door Connect2Media. Met andere gameplay, personages en verhaallijnen heeft het spel – los van de naam – geen relatie met het spel ontwikkeld door 2K Czech.